# Chthonius pygmaeus pygmaeus
Chthonius pygmaeus pygmaeus es una subespecie de arácnido  del orden Pseudoscorpionida de la familia Chthoniidae.

## Distribución geográfica
Se encuentra en Europa central.